# Richard Gomez
Richard Gomez (7 april 1966) is een Filipijns acteur en politicus.

## Biografie
Richard Gomez werd geboren op 7 april 1966 in Dupax in de Filipijnse provincie Nueva Vizcaya. Zijn ouders waren Ed Kelly Gomez en actrice Josephine Icasiano, beter bekend als Stella Suarez. Na het voltooien van zijn middelbare schoolopleiding aan de Jose Abad Santos High School van de Arellano University studeerde Gomez van 1991 tot 1993 massacommunicatie aan de University of the Philippines (UP). In 1994 studeerde hij aan de Film School van de New York University.
Na zijn studie was hij acteur. Gomez won diverse toonaangevende Filipijnse filmprijzen voor zijn werk. Hij won vier maal een Guwad Urian-Award voor beste acteur, maar won ook diverse andere Filipijnse filmprijzen. Voor zijn rol in de film Dahas (1995) won Gomez de FAMAS Award voor beste acteur, de FAP Award voor beste acteur, een Guwad Urian-Award voor beste acteur en de prijs voor beste acteur op het Metro Manila Film Festival.
Zijn carrière als politicus begon niet zo voortvarend als zijn carrière als acteur. In 2001 behaalde hij voldoende stemmen voor een zetel namens de partij Mamamayan Ayaw sa Droga in het Filipijns Huis van Afgevaardigden. De Filipijnse kiescommissie COMELEC diskwalificeerde de partij van Gomez echter. Bij de verkiezingen van 2007 eindigde Gomez op de 25 plaats bij de verkiezingen voor de Senaat van de Filipijnen, onvoldoende voor een van de twaalf beschikbare zetels. In 2010 wilde Gomez opnieuw deelnemen aan de verkiezingen voor het Huis van Afgevaardigden, ditmaal als afgevaardigde van het 4e kiesdistrict van Leyte. Hij werd opnieuw gediskwalificeerd, omdat hij zich niet op tijd gevestigd had in de stad Ormoc. Zijn vrouw Lucy Torres-Gomez nam daarop bij de verkiezingen van 2010 zijn plaats in en won. Drie jaar later verloor Gomez de verkiezingen voor burgemeester van Ormoc, maar bij de verkiezingen van 2016 was hij wel succesvol en werd hij gekozen tot de nieuwe burgemeester van Ormoc. Drie jaar later werd hij herkozen. In 2022 werd Gomez namens het district van Leyte gekozen in het Filipijns Huis van Afgevaardigden. Zijn vrouw werd bij dezelfde verkiezingen gekozen tot burgemeester van Ormoc.
Gomez is getrouwd met Lucy Torres-Gomez en kreeg samen met hem in 2000 een dochter.